# Aguts
Aguts és un municipi occità del Tolosà, en el Llenguadoc, situat a la regió d'Occitània i del departament del Tarn.

## Geografia

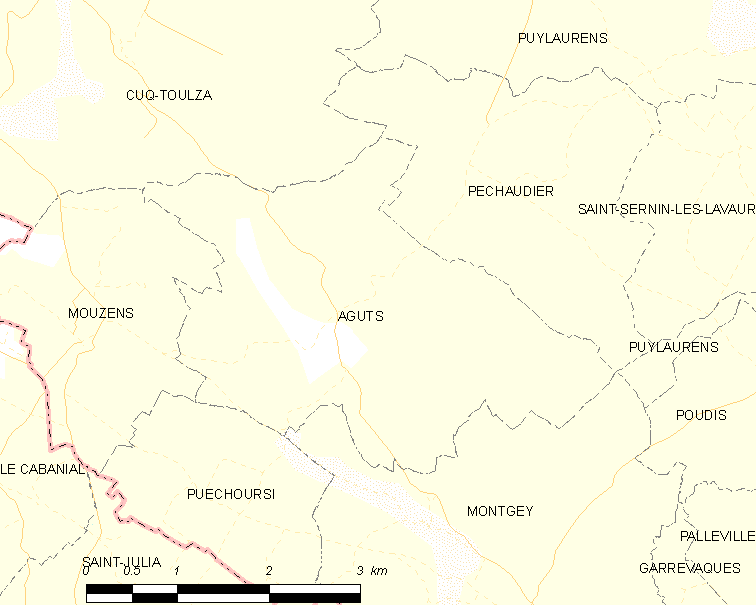
Mapa de la comuna d'Aguts

## Administració i política
Alcaldes
| Període   | Identitat             | Partit |
| --------- | --------------------- | ------ |
| 1878-1900 | Guilhaume Chaffort    |        |
| 1900-1912 | Félix Olivier         |        |
| 1912-1942 | Gaston-Pierre Arquier |        |
| 1942-1954 | Joseph Rouanet        |        |
| 1954-1983 | Julien Laflou         |        |
| 1983-2001 | Daniel Prezelin       |        |
| 2001-2008 | Ellen Bourjade        |        |
| 2008-2020 | Alain Pou             | sense  |
| 2020-2026 | Francis Cescato       |        |

## Demografia

Població 1962-2008

| 1831                                       | 1962 | 1968 | 1975 | 1982 | 1990 | 1999 | 2007 | 2018 |
| ------------------------------------------ | ---- | ---- | ---- | ---- | ---- | ---- | ---- | ---- |
| 670                                        | 246  | 217  | 177  | 193  | 164  | 187  | 218  | 227  |
| Des de 1962: població sense dobles comptes |      |      |      |      |      |      |      |      |